# Borgolavezzaro
Borgolavezzaro (piemontiul: Borghlavzar vagy Ël Borgh) település Olaszországban, Piemont régióban, Novara megyében. Lakosainak száma 2001 fő (2023. január 1.). Borgolavezzaro Albonese, Cilavegna, Nicorvo, Robbio, Tornaco, Vespolate és Gravellona Lomellina községekkel határos.

## Népesség
A település népességének változása:
| Lakosok száma | 2066 | 2041 | 2001 |
|               | 2017 | 2018 | 2023 |